# 灰质
灰质（英語：Gray matter），又稱為皮質（英語：Cortex），是一种神经组织，是中枢神经系统的重要组成部分。灰质由神经元、神經膠質細胞、微血管组成。灰质的灰色源于神经元的细胞体和微血管。中枢神经系统的另一个重要组成部分为白质。

## 在中枢神经系统的分布
灰质主要分布于以下这些部位：大脑半球的表面（即大脑皮质），小脑的表面（即小脑皮质），小脑深部核团，丘脑，下丘脑，基底核，脑干（黑质，红核，橄榄核，脑神经的核团等），以及脊髓的深部（即脊髓灰质）（前角，后角，和侧角）

## 功能
灰质是中枢神经系统中大量神经元聚集的部位。在典型的灰质，例如大脑皮质中，神经元之间存在大量化学突触或电突触作为通信途径，形成极其复杂的神经回路，实现多种多样的感觉、运动或中间信息处理。所以，灰质是中枢神经系统对信息进行深入处理的部位。相比之下，白质由神经元的轴突组成，所以本身不具有处理信息的功能，仅仅在不同灰质之间或者灰质与外周器官之间传递信息。

## 外部連結
- Why Gray Matter is Gray （页面存档备份，存于）